# Предельные издержки

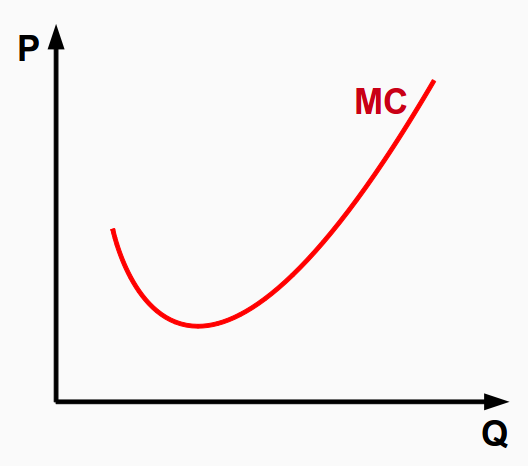
MC — предельные издержки

Предельные издержки (англ. marginal cost) — дополнительные, добавочные издержки на производство дополнительной единицы продукта, равные изменению общих издержек, делённому на изменение объёма продукции (а в краткосрочном периоде — изменению полных переменных издержек, делённому на изменение продукции). Функция предельных издержек имеет ключевое значение в максимизации фирмой прибыли и определении оптимального объема выпуска.

## Определение
Согласно К. Р. Макконнеллу и С. Л. Брю предельные издержки — это прирост издержек производства дополнительной единицы продукта, равный изменению общих издержек, делённому на изменение объёма продукции (а в краткосрочном периоде — изменению полных переменных издержек, делённому на изменение продукции):
{\displaystyle MC={\frac {\Delta TC}{\Delta Q}},}
{\displaystyle MC={\frac {\Delta VC}{\Delta Q}},}
где {\displaystyle \Delta } — изменение одной единицы измерения, {\displaystyle MC} — предельные затраты, {\displaystyle TC} — общие затраты, {\displaystyle VC} — переменные затраты, {\displaystyle Q} — количество продукции.
Также, если товар считается бесконечно делимым, предельные издержки часто записывают как:
{\displaystyle MC=TC'(Q)=VC'(Q)}

## Исключения
В XXI веке экономисты отмечают появление компаний, имеющих нулевые предельные издержки. Такие компании имеют бизнес модель так называемого платформенного типа.